# Омутский сельсовет
Омутский сельсовет — упразднённое муниципальное образование со статусом сельского поселения и административно-территориальное образование в Шелаболихинском районе Алтайского края России. Административный центр — село Омутское.
Законом Алтайского края от 4 июля 2017 года № 49-ЗС Кипринский и Омутский сельсоветы были преобразованы, путём их объединения, в Кипринский сельсовет с административным центром в селе Киприно.

## Население
| 1997 | 1998 | 1999 | 2000 | 2001 | 2002 |
| ---- | ---- | ---- | ---- | ---- | ---- |
| 684  | ↘674 | ↗685 | ↘673 | ↘650 | ↗686 |
| 2003 | 2004 | 2005 | 2006 | 2007 | 2008 |
| ↘631 | ↘630 | ↘608 | ↘606 | ↗607 | ↘588 |
| 2009 | 2010 | 2011 | 2012 | 2013 | 2014 |
| ↘475 | ↗501 | ↘499 | ↘472 | ↘453 | ↘442 |
| 2015 | 2016 | 2017 |      |      |      |
| ↘432 | →432 | ↗436 |      |      |      |

По результатам Всероссийской переписи населения 2010 года, численность населения муниципального образования составила 501 человек, в том числе 251 мужчина и 250 женщин. Оценка Росстата на 1 января 2012 года — 472 человека.

## Населённые пункты
В состав сельского поселения входило 2 населённых пункта:
- село Новосёловка,
- село Омутское.